# تشيدوري
تشيدوري (千鳥) هي تقنية خيالية في أعمال المانجا والأنمي، ومن احدي تقنيات مسلسل ناروتو، وعنصر هذه التقنية هو عنصر الضوء، ومتطلبات التقنية هي السرعة العالية ويفضل امتلاك الشارينجان لأن عدم امتلاك الشارينجان يعني أن المستخدم سيكون عرضة للهجوم بسبب السرعة العالية مميزات التقنية القطع والسرعة العالية : المستخدمين :هاتاكي كاكاشي وهو من علمها لتلميذه في الفريق السابع أوتشيها ساسكي.
كما أن ساسكي استخرج منها عدة مهارات تشيدوري ناقاش وتشيدوري كيرين.